# Kyo Shirodaira
Kyo Shirodaira (城平 京, Shirodaira Kyō) est un scénariste japonais de manga.

## Publications
- Vampire Chronicles
- The Civilization Blaster
- Spiral : Les Liens du raisonnement